# Gouvernement de Moscou (1708-1929)
Pour les articles homonymes, voir Gouvernement de Moscou.
Pour l'administration municipale de Moscou, voir Gouvernement de Moscou (1995-).
Le gouvernement de Moscou est une entité administrative de la Russie impériale.

## Historique

Armoiries de la Goubernia de Moscou.

Le gouvernement de Moscou (en russe : Московская губерния, Moskovskaïa goubernia) fut instauré, par décret impérial, le 18 décembre 1708 (29 décembre dans le calendrier grégorien) par l'empereur Pierre Ier de Russie. Le décret d'application fut complété par celui du 10 janvier 1714.
La création de cette entité gouvernementale visait à contrôler et guider les autorités administratives, policières, financières, économiques, militaires et judiciaires.
Depuis 1775, le gouverneur civil relève du gouverneur général, et depuis le début du XIXe siècle du ministère de l'Intérieur jusqu'en 1865.
Conformément au décret du 16 août 1802, le gouverneur nomme tous les fonctionnaires et contrôle les activités des structures rurales et urbaines des pouvoirs publics (conseils municipaux, les mairies et les magistrats).
En 1876, le gouverneur général a reçu le droit d'annuler toute disposition et prise de décision du gouverneur.
Le gouvernement de Moscou fut aboli le 14 janvier 1929 lors de la création de l'oblast de Moscou.

## Division du gouvernement de Moscou auXVIIIesiècle

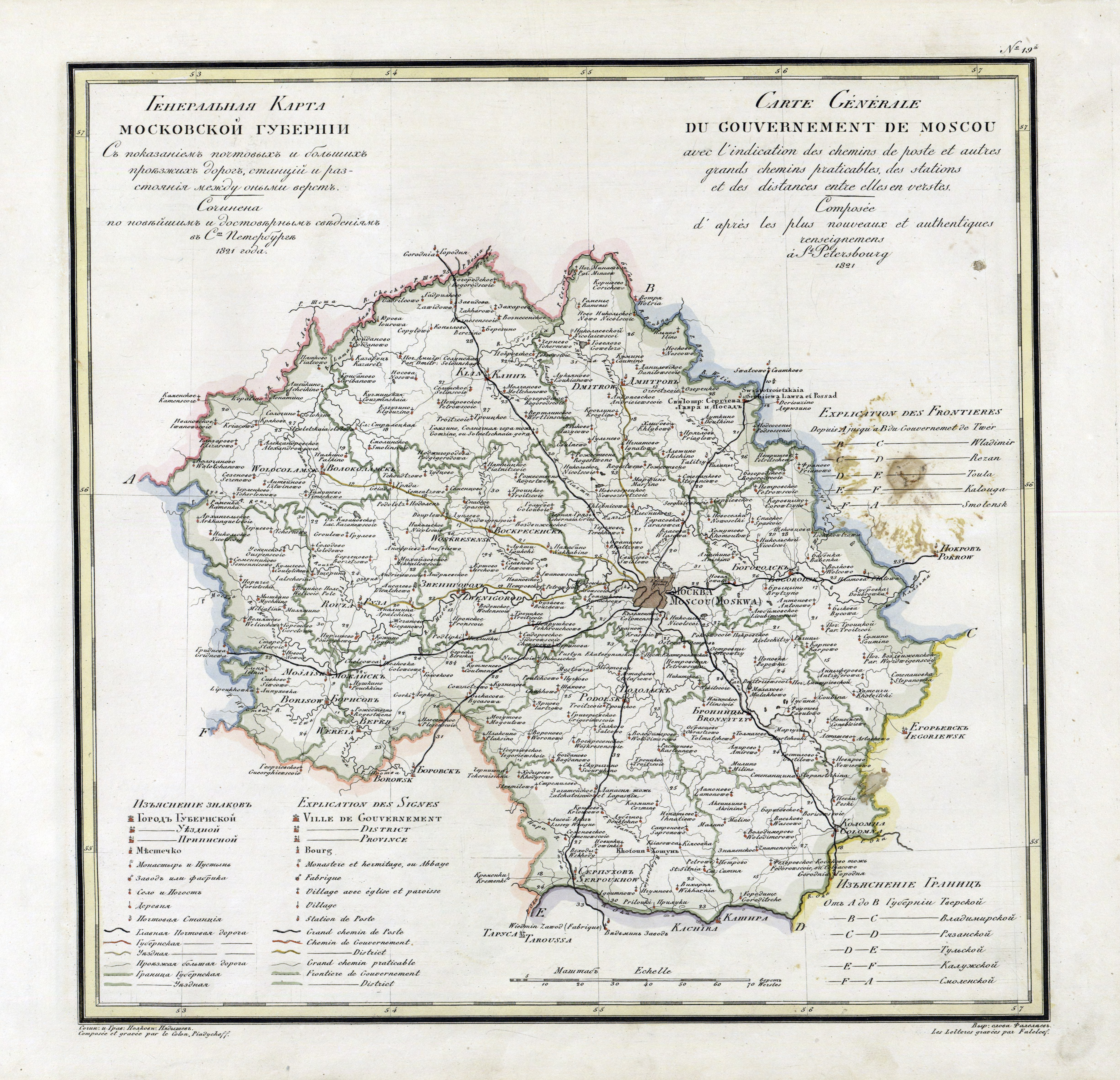
Carte bilingue français-russe du gouvernement de Moscou de 1821.

En 1719, le gouvernement de Moscou comprenait seize villes et ouiezds en 1727.
- Borovsk,
- Dmitrov,
- Kachira,
- Kline,
- Kolomna,
- Maloyaroslavets,
- Moscou,
- Mojaïsk,
- Oblensk,
- Rouza,
- Serpoukhov,
- Tarusa,
- Tsarev-Borisov,
- Vereïa,
- Volokolamsk,
- Zvenigorod.

## Division du gouvernement de Moscou auXIXesiècle
En 1802, le gouvernement de Moscou fut remanié et comprenait treize ouiezds :
- Bogorodsky,
- Bronnitsy,
- Dmitrov,
- Kline,
- Kolomna,
- Mojaïsk,
- Moscou,
- Podolsk,
- Rouza,
- Serpoukhov,
- Vereysky,
- Volokolamsk,
- Zvenigorod.